# Periodismo para todos
Jornalismo para todos (Espanhol: Periodismo para todos) foi um programa jornalístico argentino liderado pelo jornalista Jorge Lanata. Era transmitido nas noites de domingo pelo Canal 13 (Argentina), pertencente a Artear, depois adquirido pelo Grupo Clarín. O programa começava com um monólogo stand up sobre os temas políticos, e em seguida eram apresentadas paródias muito críticas da presidente Cristina Kirchner e do senador Aníbal Fernández.
A música-tema do programa era "Fuck You", de Lily Allen, reproduzida durante o programa com imagens de telespectadores fazendo um gesto obsceno. Durante as primeiras transmissões foram entrevistados Mario Pergolini e Palito Ortega. O programa foi censurado em Río Negro. Alguns dos relatórios foram respondidos pela CNN em espanhol e o programa foi chamado de show midiático. O apresentador Jorge Lanata faleceu em dezembro de 2024 e sua última participação no programa foi transmitida em novembro de 2023.